# Alaa Talbi
Pour les articles homonymes, voir Talbi.
 (décembre 2019).
Alaa Talbi (arabe : علاء الطالبي), né le 4 avril 1978 à Kasserine, est un militant des droits de l'homme, universitaire et poète tunisien. 
Il occupe actuellement le poste de directeur exécutif du Forum tunisien pour les droits économiques et sociaux (en) au sein duquel il agit en faveur des mouvements sociaux, des droits des femmes et des migrants. Il fait partie d'autres organisations internationales et régionales en tant que membre fondateur ou membre du conseil d'administration.

## Activités académiques et littéraires

### Universitaire
Alaa Talbi est titulaire d'un doctorat en histoire médiévale de la faculté des sciences humaines et sociales de Tunis et de l'École pratique des hautes études à Paris. Auparavant, il soutient un mémoire de master intitulé La présence mongole dans l'espace mamelouk (1258-1335) à la faculté des lettres et sciences humaines de l'université de La Manouba.
Alaa Talbi est devenu professeur et chercheur spécialisé dans les études mongoles et les mamelouks. Il enseigne l'histoire des médias à l'Institut d'études appliquées pour les sciences humaines de l'université de Jendouba. 
Il a publié des essais académiques et des conférences critiques, comme une étude de la diplomatie en temps de guerre entre les mongols persans et les mamelouks égyptiens, publiée en 2007. La même année, il publie également une conférence critique intitulée Reuven Amitai, The Mongols in the Islamic Lands: Studies in the History of the Ilkhanate. En 2014, il publie un essai sur la typologie des peurs au sein d'une population dans Le Bilād al-Šām face aux mondes extérieurs de Denise Aigle.

### Poète
Alaa Talbi est également connu pour sa poésie en arabe et en dialecte tunisien. Il publie sous le surnom de Weld El Hafyena en hommage à sa mère et à toutes les femmes des régions marginalisées de la Tunisie. En 2013, il publie Le sourire de Neirou en hommage à son ami Chokri Belaïd, assassiné plus tôt cette année-là. Le poème est chanté par Ghalia Benali.
L'un de ses autres poèmes, Et maintenant nous vous avons assassiné (قتلناك) est primé, traduit en français et publié en 2013 avec les textes et les poèmes d'autres auteurs dans La diaspora tunisienne : exils et dialogues.

## Activités militantes

### Migration et marginalisation
Militant de la société civile, Alaa Talbi a souligné à plusieurs reprises le risque que représente le fossé existant entre le programme du gouvernement tunisien et les problèmes revendiqués par les jeunes des régions, ainsi que la marginalisation des jeunes dans les partis politiques.
Lors de la mise en place de la transition démocratique, Alaa Talbi, originaire de la région de Kasserine, demande au nom du Forum tunisien pour les droits économiques et sociaux (en) (FTDES), et avec le soutien de l'organisation belge Avocats sans frontières, à ce que l'ensemble de cette région soit reconnue comme « région victime » en raison de la marginalisation et de l'exclusion organisée dont elle a été victime. Le dossier a été déposé auprès de l'Instance vérité et dignité chargée d'enquêter sur les violations des droits humains commises par l'État tunisien à partir de 1955 et a été accepté. La région de Kasserine, marginalisée, peu développée et qui connaît d'importantes difficultés (comme l'accès à l'eau et le chômage), a été la première de la liste des régions victimes.
Un autre sujet porté par Talbi est le phénomène du suicide et des tentatives de suicide parmi les élèves des écoles et les adultes.

### Droits humains et droits des femmes
En plus de son poste de directeur exécutif du FTDES, Talbi est le représentant légal du Centre libyen pour les droits de l'homme et le trésorier de la branche locale de Tunis de la Ligue tunisienne des droits de l'homme. 
En tant que militant pour les droits de l'homme, Alaa Talbi agit sur plusieurs problématiques telles que les droits des travailleuses, le racisme, la traite des êtres humains et la maltraitance des enfants.
Il prend part à la campagne Free Jabeur et soutient la marche blanche pour protester contre les crimes d'honneur après le cas d'Eya, une fille de treize ans brûlée par son père.

### Mouvements sociaux
Les mouvements sociaux se multiplient après la révolution de 2011, et avec eux le nombre de manifestations augmente progressivement. Talbi, ainsi que d'autres militants de la société civile, pointent que les principales problématiques n'ont pas été résolues, notamment concernant les salaires, le chômage et la fiscalité. Devant l'établissement par le gouvernement de zones militaires interdites afin d'éviter des blocages d'installations, Talbi souligne l'importance d'une négociation pacifique entre les manifestants et le gouvernement sans la participation de l'armée.
Il publie par ailleurs de nombreuses déclarations au nom du FTDES pour critiquer la tendance systématique à persécuter les militants sociaux et les manifestants.

### Forum social mondial
Outre le Forum tunisien pour les droits sociaux et économiques, Talbi est membre du conseil d'administration de plusieurs organisations internationales telles que le Forum social tunisien, le Forum social du Maghreb, le Forum social africain, le Forum social du média libre et le Forum social mondial.
Un mois après l'assassinat de Chokri Belaïd en 2013, Talbi fait partie du comité organisateur du Forum social mondial qui est maintenu à Tunis. Celui-ci rassemble plus de 30 000 participants du monde entier pour soutenir la Tunisie et environ 1 100 organisations tunisiennes.
Bien que l'année 2015 ait été marquée par plusieurs attaques terroristes en Tunisie, Talbi et d'autres activistes de la société civile réunissent à nouveau le Forum social mondial dans le pays. Un jour après l'attaque du musée du Bardo, Alaa Talbi confirme dans une déclaration publique le maintien du Forum social mondial et de sa marche avec pour destination le musée national du Bardo. Au cours de cette édition, quelques tensions ont lieu avec la délégation algérienne qui n'avait pas été autorisée par leurs autorités à participer au forum jusque-là.